# Gazpachos viudos
Los gazpachos viudos consisten en un conjunto de gazpachos manchegos que no poseen ingredientes cárnicos (viudos). Son por lo tanto una variante vegetariana de los populares gazpachos manchegos. Se suele emplear en su elaboración verduras como pueden ser los tomates, la torta ázima y en algunas ocasiones las collejas, las patatas, etc. Su nombre "viudos" puede provenir de la ausencia de elementos cárnicos.

## Características
Se trata de un plato elaborado en sartén (sartén gazpachera) con aceite de oliva hirviendo. Al mismo se el añaden diversos ingredientes como patatas (a veces incluso trozos de calabazas), ajos y tomates. Tras la operación de fritura se añade agua y se deja cocer, es en ese momento cuando se desmiga el pan ázimo hasta que el preparado quede tierno. Se suele comer caliente. Es habitual acompañarlo de collejas y/o de acelgas. Estos gazpachos se elaboraban en las almazaras con aceite y huevo. 